# Alla Boriszovna Pugacsova
Alla Boriszovna Pugacsova (Алла Борисовна Пугачёва; Moszkva, 1949. április 15. –) orosz esztrádénekesnő, a Szovjetunió, majd Oroszország egyik legnépszerűbb előadóművésze. 1976 óta hazájában több mint huszonöt nagylemeze jelent meg.

## Élete
Gyermekkori zenei tanulmányait követően előadóművészi pályája 1965-ben vette kezdetét, előbb zongorakísérőként, majd vokalistaként lépett fel több zenekarral, s több film betétdalainak előadása fűződik a nevéhez. Mint szólóénekes 1974-ben ért el először sikert, amikor harmadik helyezést nyert az Esztrádművészek V. Össz-szövetségi Versenyén (V Всесоюзный конкурс артистов эстрады). Ezt követően karrierje meredeken ívelt felfelé. Díjakat nyert bulgáriai és a sopoti nemzetközi táncdalfesztiválon, 1980-ban az Oroszországi SZSZK Érdemes Előadóművésze, 1991-ben pedig a Szovjet Nemzet Előadóművésze lett. A rendszerváltást követően énekesi karrierje mellett vállalkozásokba fogott, elindította az Alla (Алла) című képes magazin kiadását, és ugyanezen a márkanéven dobott piacra kozmetikai termékeket és cipőket is. A dublini 1997-es Eurovíziós Dalfesztiválon tizenötödik helyezést ért el.
2009 tavaszán, hatvanéves korában bejelentette, hogy abbahagyja a koncertezést.

## Érdekesség
Az általa 1969-ben világsikerre vitt Alekszandr Nyikolajevics Vertyinszkij-dalt még abban az évben Harangozó Teri énekelte magyarul, Azok a szép napok címmel.